# 16 Lacertae
16 Lac è un sistema multiplo della costellazione della Lucertola, situata nella parte meridionale della costellazione, a poco più di un minuto in 
Ascensione Retta dal confine con la costellazione di Andromeda.

## Componenti
Attualmente, al 2007, si conoscono tre componenti che interagiscono fra loro.

Nella tabella che segue sono delineate le caratteristiche più salienti del sistema multiplo 16 Lac:
- Nella colonna Componenti sono elencate le componenti note del sistema e i loro rapporti; CB significa che i dati di quel rigo si riferiscono ai moti e alle distanze misurate fra la componente 16 Lac C e la componente 16 Lac B.
- La colonna PMag riporta la magnitudine della prima componente del sistema in esame.
- La colonna SMag riporta la magnitudine della seconda componente del sistema in esame.
- La colonna Sep1 riporta la distanza che separa le due componenti in esame, espressa in secondi d'arco, misurazione effettuata alla data riportata nella colonna Anno1.
- La colonna Sep2 riporta la distanza che separa le due componenti in esame, espressa in secondi d'arco, misurazione effettuata alla data riportata nella colonna Anno2.
- La colonna PA1 riporta l'angolo di posizione fra le due stelle, espresso in gradi, misurazione effettuata alla data riportata nella colonna Anno1.
- La colonna PA2 riporta l'angolo di posizione fra le due stelle, espresso in gradi, misurazione effettuata alla data riportata nella colonna Anno2.
- La colonna Anno1 riporta la prima data in cui sono state effettuate queste misure posizionali.
- La colonna Anno2 riporta l'ultima data in cui sono state effettuate queste misure posizionali.
- La colonna Classe spettrale riporta lo spettro cui appartiene la seconda componente del sistema in esame.
- Ascensione Retta e Declinazione forniscono la posizione del sistema in oggetto.

| Designazione | Componenti | PMag | SMag  | Sep1 | Sep2 | PA1 | PA2 | Anno1 | Anno2 | Classe spettrale | Ascensione Retta | Declinazione |
| STF 2960     | AB         | 5,56 | 11,32 | 27,5 |      | 344 |     | 1831  |       | B2 IV            | 22 56 24         | + 41 36      |
| STF 2960     | AC         | 5,56 | 8,6   | 63,5 | 62,1 | 47  | 48  | 1831  | 1963  |                  | 22 56 24         | + 41 36      |
| STF 2960     | CB         | 8,6  | 11,5  | 55,8 |      | 252 |     | 1868  |       | F5               | 22 56 24         | + 41 36      |

## Fonti
- (EN) Cataloghi stellari, su alcyone.de. URL consultato il 15 gennaio 2008 (archiviato dall'url originale il 30 aprile 2016).
- Software astronomico Megastar 5.0